# Wesselyj Podil (Krementschuk)
Wesselyj Podil (ukrainisch Веселий Поділ; russisch Весёлый Подол Wessjoly Podol) ist ein Dorf in der ukrainischen Oblast Poltawa mit etwa 1200 Einwohnern (2001).

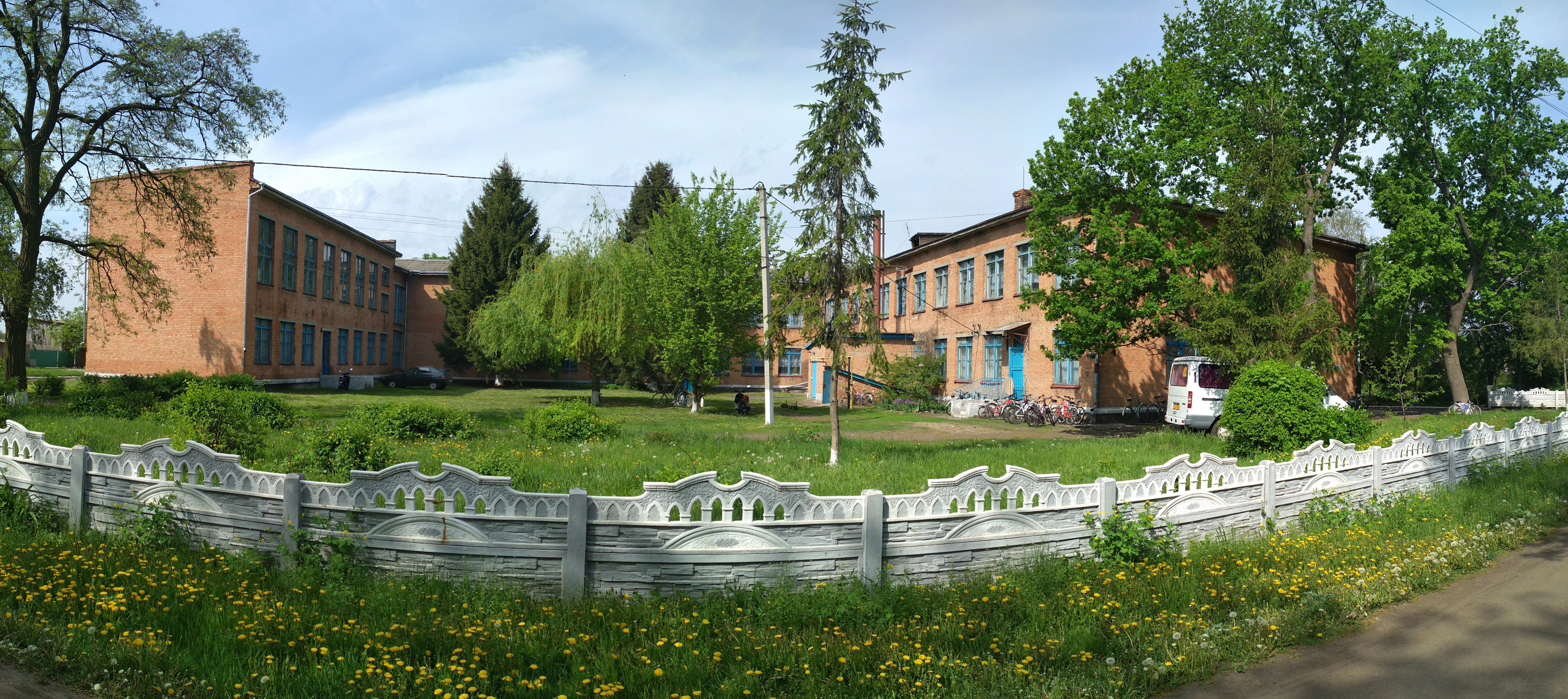
Schule im Dorf

Die Ortschaft liegt auf einer Höhe von 89 m am Ufer der hier angestauten Krywa Ruda (Крива Руда), einem 14 km langen Nebenfluss des Chorol, 7 km östlich vom Gemeinde- und ehemaligen Rajonzentrum Semeniwka und etwa 110 km westlich vom Oblastzentrum Poltawa.

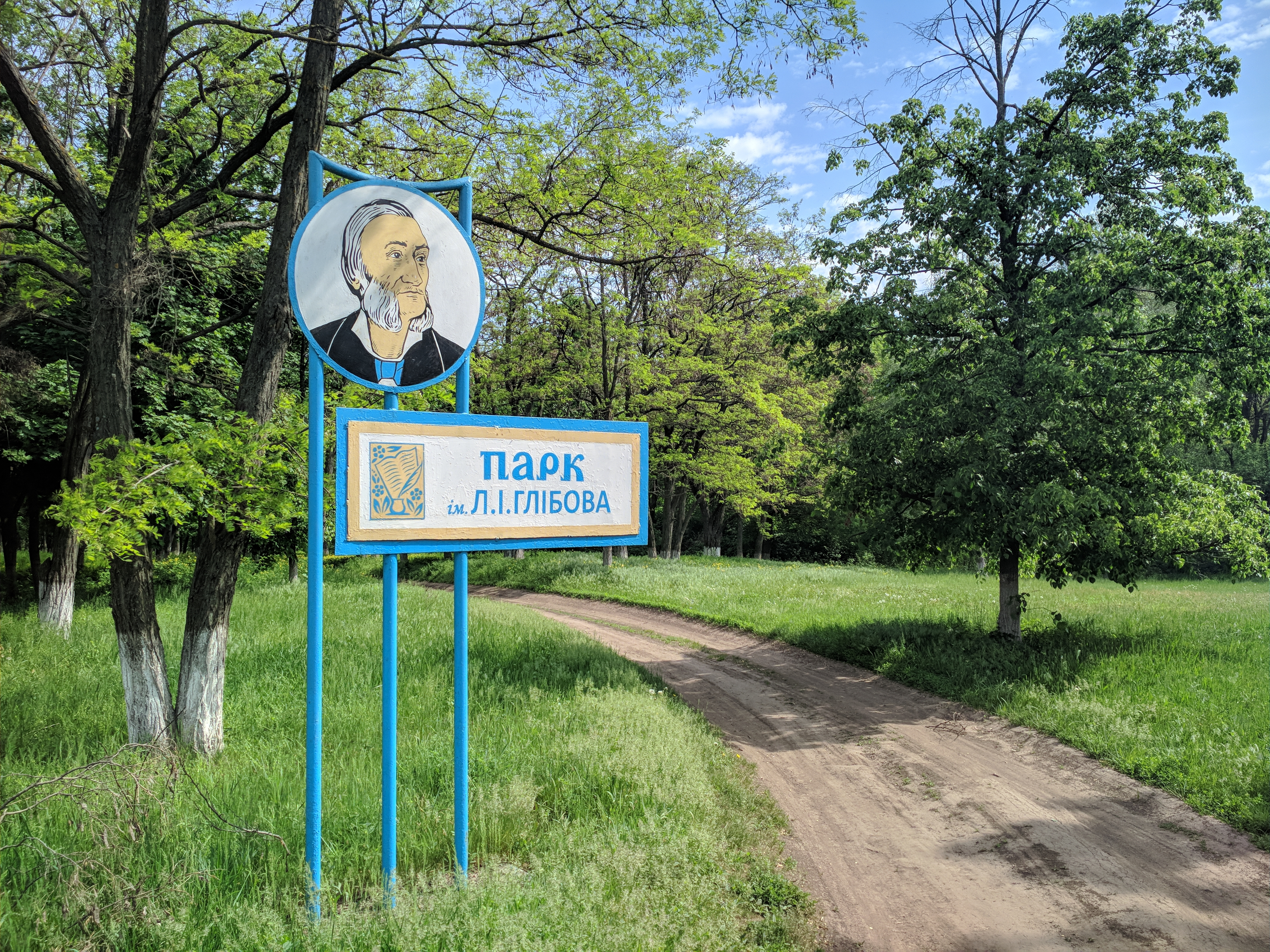
Eingang zum Leonid-Hlibow-Park

Das Mitte des 17. Jahrhunderts gegründete Dorf wurde 1845 vom Nationaldichter der Ukraine Taras Schewtschenko besucht. Von 12. November 1941 bis zum 23. September 1943 war die Ortschaft von der Wehrmacht besetzt.
| Bevölkerungsentwicklung |      |      |      |      |      |      |
| Jahr                    |      |      |      |      |      |      |
| 1787                    | 1859 | 1885 | 1900 | 1910 | 1990 | 2001 |
| 882                     | 1486 | 1204 | 1457 | 1483 | 1983 | 1196 |

Am 12. Oktober 2017 wurde das Dorf ein Teil der Siedlungsgemeinde Semeniwka, bis dahin bildete es zusammen mit dem Dorf Paniwaniwka (Паніванівка) die gleichnamige Landratsgemeinde Wesselyj Podil (Веселоподільська сільська рада/Wesselopodilska silska rada) im Osten des Rajons Semeniwka.
Am 17. Juli 2020 kam es im Zuge einer großen Rajonsreform zum Anschluss des Rajonsgebietes an den Rajon Krementschuk.
Nach dem Sohn des Dorfes Leonid Hlibow wurde ein Park benannt, in dem sich auch eine Büste des Dichters befindet.

## Söhne und Töchter der Ortschaft
- Leonid Hlibow (1827–1893), Schriftsteller, Dichter, Verleger, Fabelschreiber, Lyriker, Dramaturg und Publizist
- Oleksandr Symonenko (* 1950), Prähistoriker